# أونوريه دي بلزاك
أونوريه دي بلزاك (بالفرنسية: Honoré de Balzac)‏ (ولد في 20 مايو 1799 - 18 أغسطس 1850) وتوفي بباريس في 18 أغسطس 1850 عن عمر يناهز 51 عاماً)، هو كاتب فرنسي وروائي من رواد الأدب الفرنسي في القرن التاسع عشر في الفترة التي اعقبت سقوط نابليون وكاتب مسرحي وناقد أدبي وكاتب مقالة وصحفي.
ترك واحدا من أكثر الكتب الروائية إذهالاً في االأدب الفرنسي، مع أكثر من تسعين رواية وقصة قصيرة (137 قصة) نُشرن منذ عام 1829 حتى 1855 مُجمعين بعنوان الملهاة الإنسانية. ويُضاف إلى هذا كتاب مئة قصة فكاهية، وأيضاً روايات نُشرت بأسماء مستعارة وحوالي خمسة وعشرون عملا موجزا.
وهو يُعتبر من رواد الرواية الفرنسية، حيث تناول بها في أكثر من نوع، حيث ألف التحفة المجهولة في الرواية الفلسفية، وفي الرواية الخيالية حيث ألف الجلد المسحور، وأيضاً في الرواية الشعرية حيث ألف الزنبق في الوادي. وقد برع أيضاً في السياق الواقعي حيث ألف الأب غوريو وأوجيني غراندي، ولكنه يتعلق بالواقعية الحالمة التي يسمو بها قدرته على التخيل الإبداعي.

## أعماله

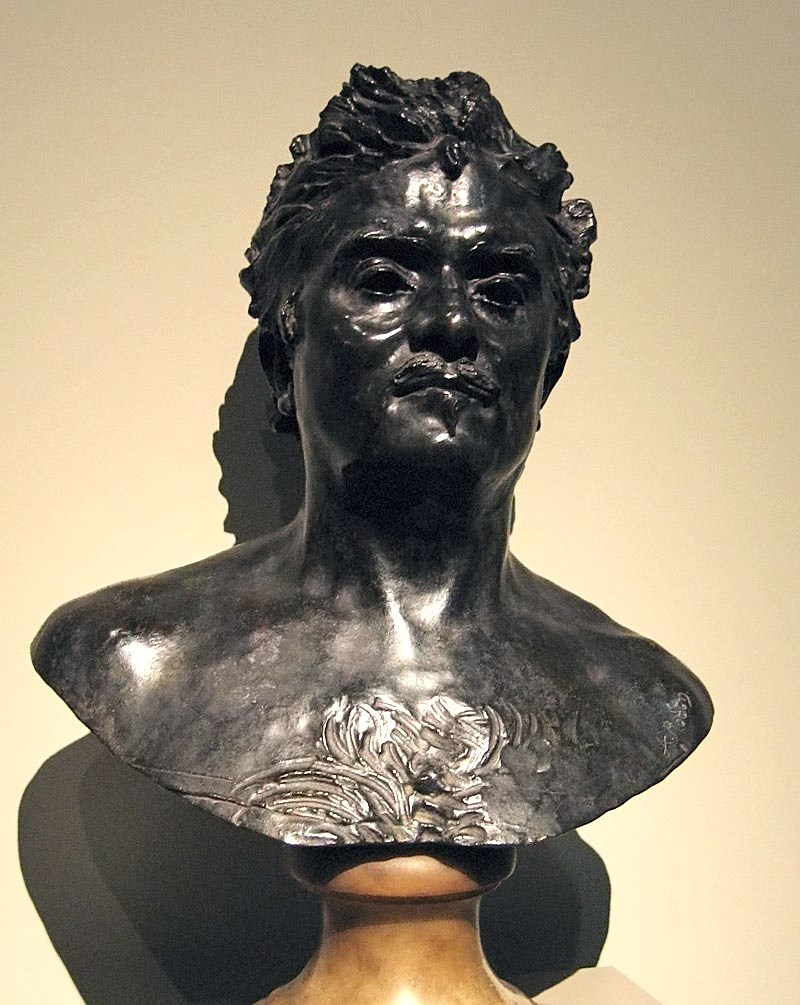
Bust of Balzac by أوغوست رودان (1892), displayed at the متحف فكتوريا وألبرت in لندن

تأثر أيضا كثيرا ببالزاك الكاتب غوستاف فلوبير.
يعتبر مع فلوبير، مؤسسا الواقعية في الأدب الأوروبي. إنتاجه الغزير من الروايات والقصص، يسمى في مجموعه الكوميديا الإنسانية، كان بمثابة بانوراما للمجتمع الفرنسي في فترة عودة الملكية (1815-1830) وملكية يوليو (1830-1848).
وقيل بانه كان من مدمني العمل الأدبي مما اثر على وضعه الصحي (توفي في سن مبكرة عن عمر ناهز ال51 عاما)، وكان في حياته يعاني من الديون التي اثقلت كاهله بسبب الاستثمارات المحفوفة بالمخاطر التي غامر بالقيام بها، وقضى عمره فاراً من دائنيه مختفياً ومتقمصاً أسماء وهمية وفي منازل مختلفة، وعاش بلزاك مع العديد من النساء قبل أن يتزوج في 1850 الكونتيسة «هانسكا» التي ظل يتودد إليها لأكثر من سبعة عشر عاما.
أونوريه دي بلزاك هو واحد من أسياد الرواية الفرنسية بلا منازع. تضم الأنوع اللائي عمل فيهن الخيال التاريخي السياسي، في روايته المعروفة باسم الشوان والرواية الفلسفية.

## أهم أعماله
- الشوان
- عند علامة القط والمضرب
- الجلد المسحور
- لويس لامبرت
- أوجيني جرانديه (1833).[7]
- طبيب القرية
- البحث عن المطلق
- الأب غوريو (1835).
- عقد الزواج
- الأوهام الضائعة (1837_1843).
- رسائل عروسين
- بداية في الحياة
- العمة بيت (1846).
- مباهج ومآسي العشيقات (1847).

## روابط خارجية
- أونوريه دي بلزاك على موقع IMDb (الإنجليزية)
- أونوريه دي بلزاك على موقع الموسوعة البريطانية (الإنجليزية)
- أونوريه دي بلزاك على موقع قاعدة بيانات الأفلام العربية
- أونوريه دي بلزاك على موقع ألو سيني (الفرنسية)
- أونوريه دي بلزاك على موقع ميوزك برينز (الإنجليزية)
- أونوريه دي بلزاك على موقع أول موفي (الإنجليزية)
- أونوريه دي بلزاك على موقع قاعدة بيانات برودواي على الإنترنت (الإنجليزية)
- أونوريه دي بلزاك على موقع قاعدة بيانات برودواي على الإنترنت (الإنجليزية)
- أونوريه دي بلزاك على موقع قاعدة بيانات الأفلام السويدية (السويدية)
- أونوريه دي بلزاك على موقع إن إن دي بي (الإنجليزية)